# Spezialradmesse

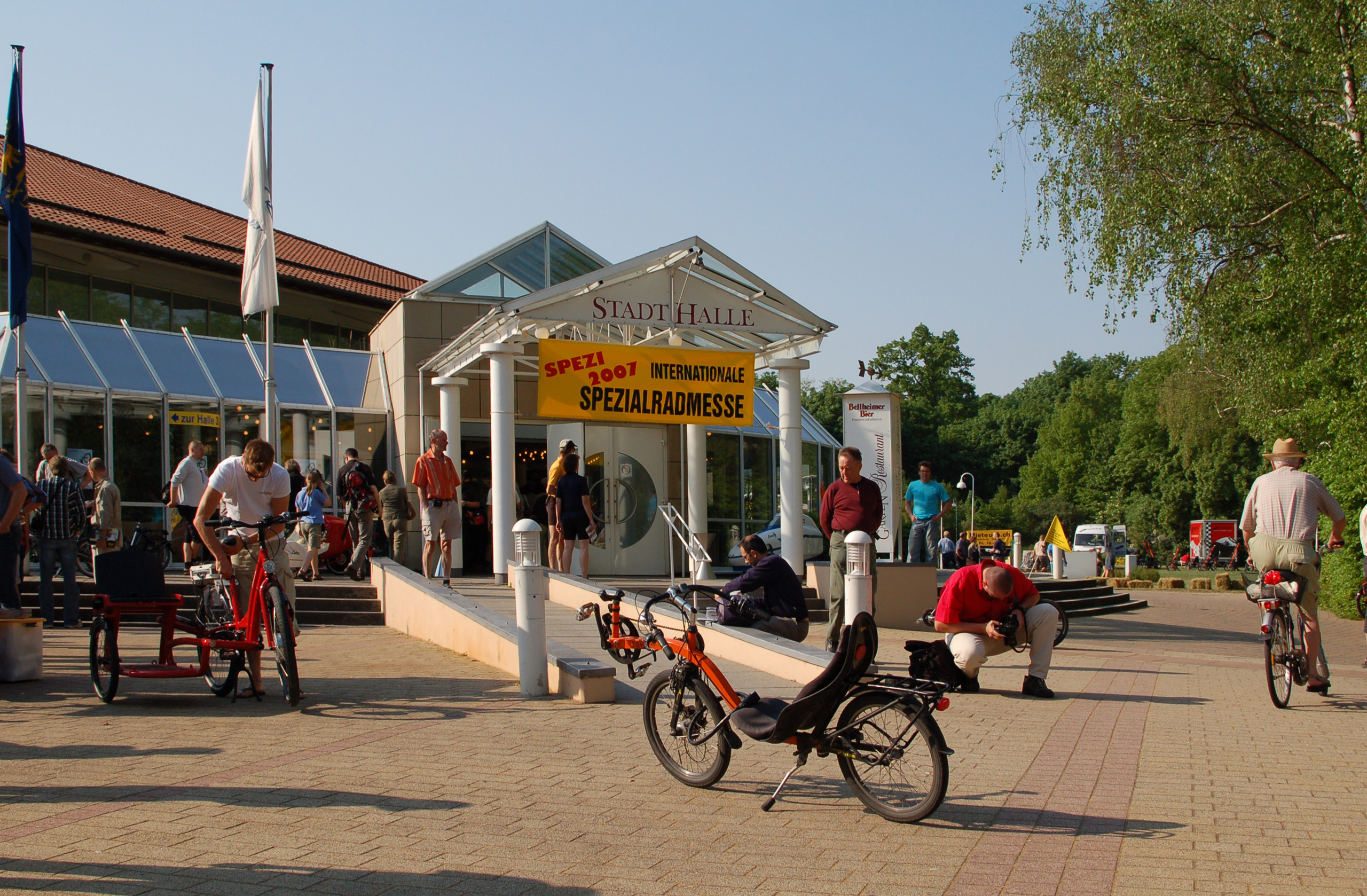
Spezi 2007

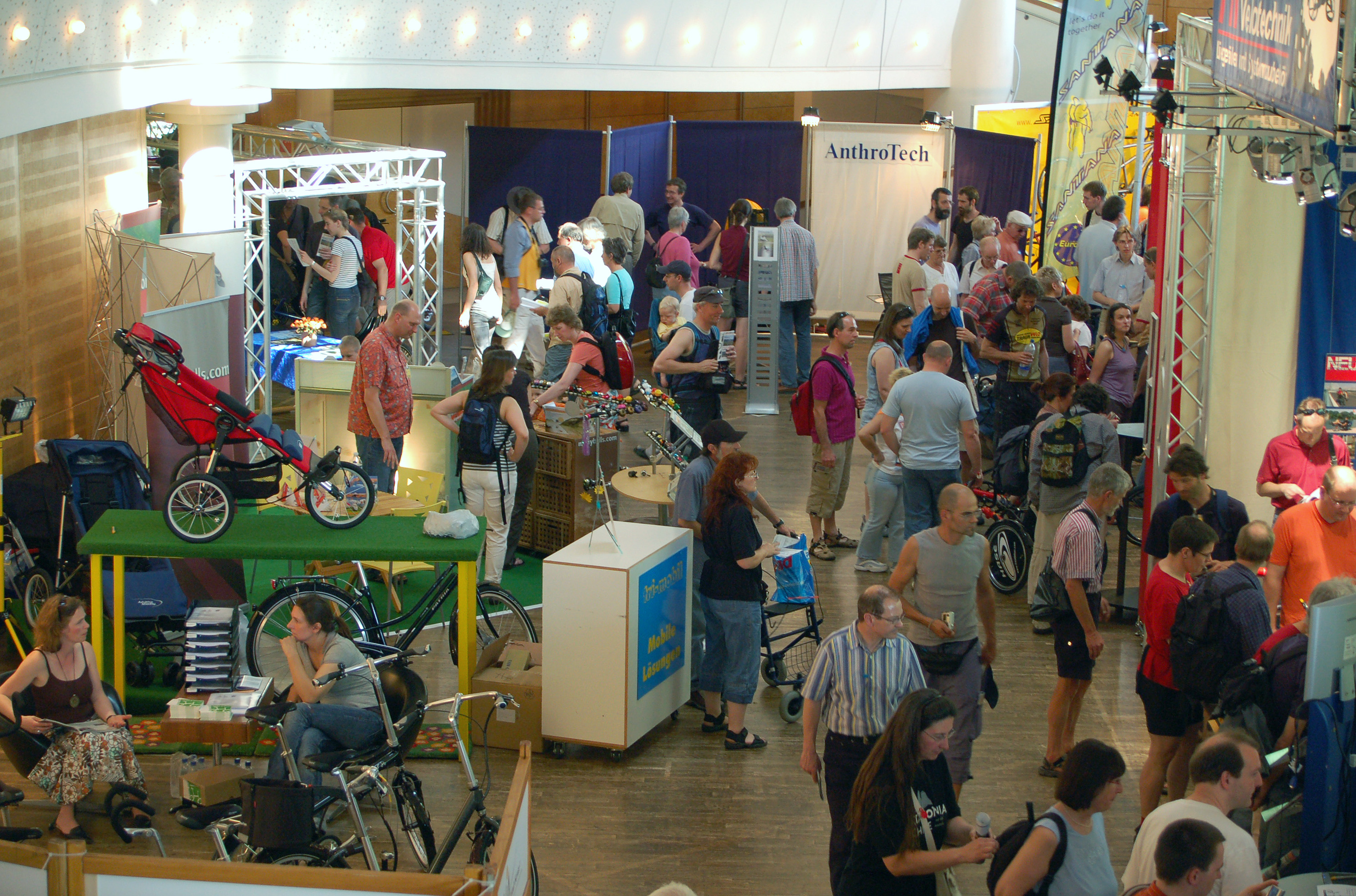
In Halle 1

Die Internationale Spezialradmesse (Eigenbezeichnung „SPEZI“) ist eine Messe für muskelkraftbetriebene Fahrzeuge und Spezialräder. Bis 2019 fand die Messe in Germersheim in Rheinland-Pfalz statt, Veranstalter war bis 2007 der in Germersheim ansässige Spezialradhändler Haasies Radschlag, von 2008 bis 2019 der Gründer und ehemalige Co-Geschäftsführer von Haasies Radschlag, Hardy Siebecke. Siebecke übergab nach 24 Messen während einer durch die COVID-19-Pandemie bedingten dreijährigen Pause die Organisation der Messe an die schweizerische Liegeradmanufaktur Wolf & Wolf GmbH. Diese richtete die Messe von 2023 bis 2025 im südbadischen Lauchringen nahe der Grenze zur Schweiz aus. Ab 2026 wird die Messe in Freiburg stattfinden.
Die Messe fand von 1996 bis 2001 jedes Jahr nach Ostern statt. Seit 2002 liegt der Veranstaltungstermin auf dem letzten Aprilwochenende. Die erste Messe hieß noch „1. Süddeutsche Spezialradmesse“, erst ab 2001 nannte sie sich Deutsche Spezialradmesse, ab 2006 „Internationale Spezialradmesse“.
Gezeigt werden Liegeräder, Falträder, Dreiräder, Vierräder, Liegedreiräder, Liegevierräder, Tandems, Stufentandems, Sociables, E-Bikes und Pedelecs, Kinder- und Transportanhänger, Lastenräder, Fahrradrikschas, Velomobile, Ruderräder, Familienräder, Erwachsenen- bzw. Tretroller, Reha-Mobile, Zubehör und vieles mehr.
Seit 2003 belegte die Spezialradmesse drei Hallen rund um die Stadthalle Germersheim. Ergänzt wurde sie durch Testparcours und Kinderparcours auf dem angrenzenden Busbahnhof, auf dem die meisten der ausgestellten Fahrräder Probe gefahren werden konnten. Seit 2014 gab es zusätzlich im nahe gelegenen Germersheimer Lamotte-Park einen großen Elektro-Parcours, auf dem motorisierte Spezialräder und normale Pedelecs von den Besuchern getestet werden können. Im Vortragsraum im Amphitheater der angrenzenden Universität wurden Fachvorträge zu speziellen Themen aus der Fahrradwelt gehalten. Der Tournuser Platz vor der Stadthalle wurde seit 2009 auch offiziell als Außengelände genutzt, um der stetigen Expansion Herr zu werden. Dort bot sich Raum für weitere Testfahrten und den Austausch mit Herstellern. Zwischen den Hallen und zum Germersheimer Bahnhof verkehrten mehrsitzige Spezialräder, die die Besucher nutzen konnten. Seit 2018 wurden im Erfinderlabor vor Halle 3 Innovationen von Start-ups und Hobby-Konstrukteuren präsentiert, die nach einem Jury- und Publikumsvotum vor Ort prämiiert wurden.